# Vaccinium myrtoides
Vaccinium myrtoides är en ljungväxtart som beskrevs av Friedrich Anton Wilhelm Miquel. Vaccinium myrtoides ingår i Blåbärssläktet, och familjen ljungväxter. Inga underarter finns listade i Catalogue of Life.